# El Molo
La tribù degli El Molo è un gruppo etnico del Kenya, costituito da poco più di mille individui che vivono sulle rive del Lago Turkana, di fronte all'Isola delle Capre. Sono di etnia Nilo-hamitica, come le altre popolazioni del Kenya settentrionale (Turkana, Shangalla, Samburu)
Essi si rifiutano di costruire capanne lontane dal lago. Non molti anni fa si trattava di semplici ricoveri di frasche, ora sono vere e proprie capanne emisferiche. Gli uomini andavano completamente nudi fino a tempi recenti, mentre le donne indossavano due pezzi di pelle di pesce, fermati sui fianchi. Quando il naturalista John Hillaby nel 1960 visitò gli El Molo, ne riportò un'impressione neolitica.
La pesca con l'arpione è la loro principale attività: pescano il persico del Nilo che chiamano selapia e può raggiungere i 90kg. Cacciano e mangiano anche i coccodrilli. Pescano da zattere costituite da quattro tronchi legati tra loro.
La caccia all'ippopotamo è una periodica prova di abilità e di coraggio: dopo aver colpito la bestia occorre reciderle i tendini delle zampe posteriori. La caccia viene celebrata con grandi feste collettive, che possono durare giorni interi. In queste occasioni gli El Molo si dimostrano insaziabili bevitori di vino di palma, ottenuto dalla fermentazione della linfa estratta dalla corteccia dell'albero.
Gli El Molo sono rigidamente monogamici. Credono in un unico dio che vive sul Monte Niro. La loro lingua è quasi completamente scomparsa.